# Kirchtagsmichl

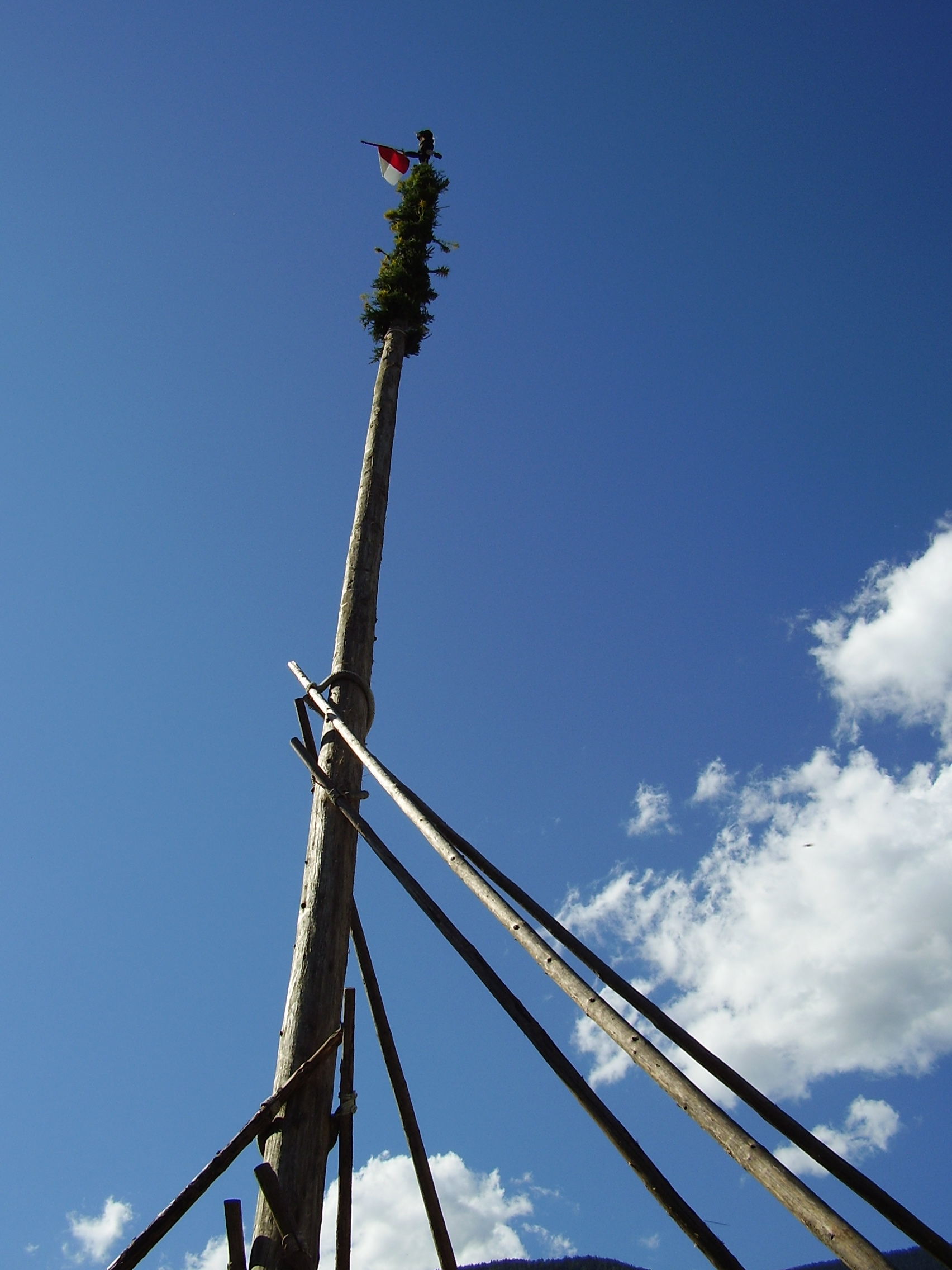
Un esempio di Michl in cima all'albero durante la sagra di San Giorgio.

Il Kirchtagsmichl (traducibile in italiano in "Michelino del giorno di festa") ma anche conosciuto come Kirschtamichl o Kirchtamichl è una tradizione ancora viva in Alto Adige, soprattutto in molti paesi pusteresi.
Raffigura una sagra di origine bavarese, dove spesso viene festeggiata assieme alla festa del ringraziamento del raccolto e quindi prende anche il nome traducibile in italiano come il “giorno della chiesa”, o come l'“anniversario della benedizione della chiesa”.

## Etimologia

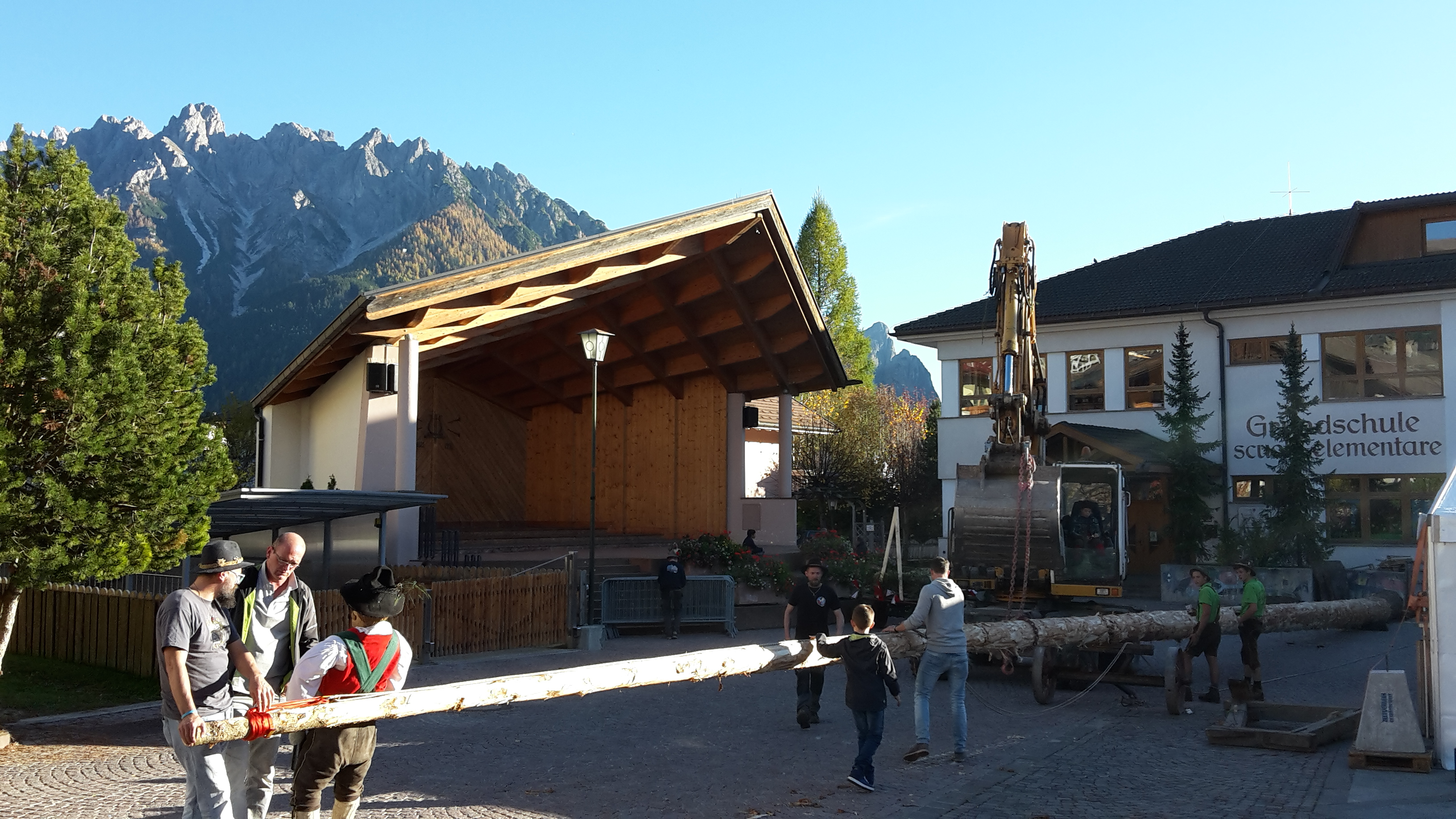
L'alzo dell'albero a Dobbiaco

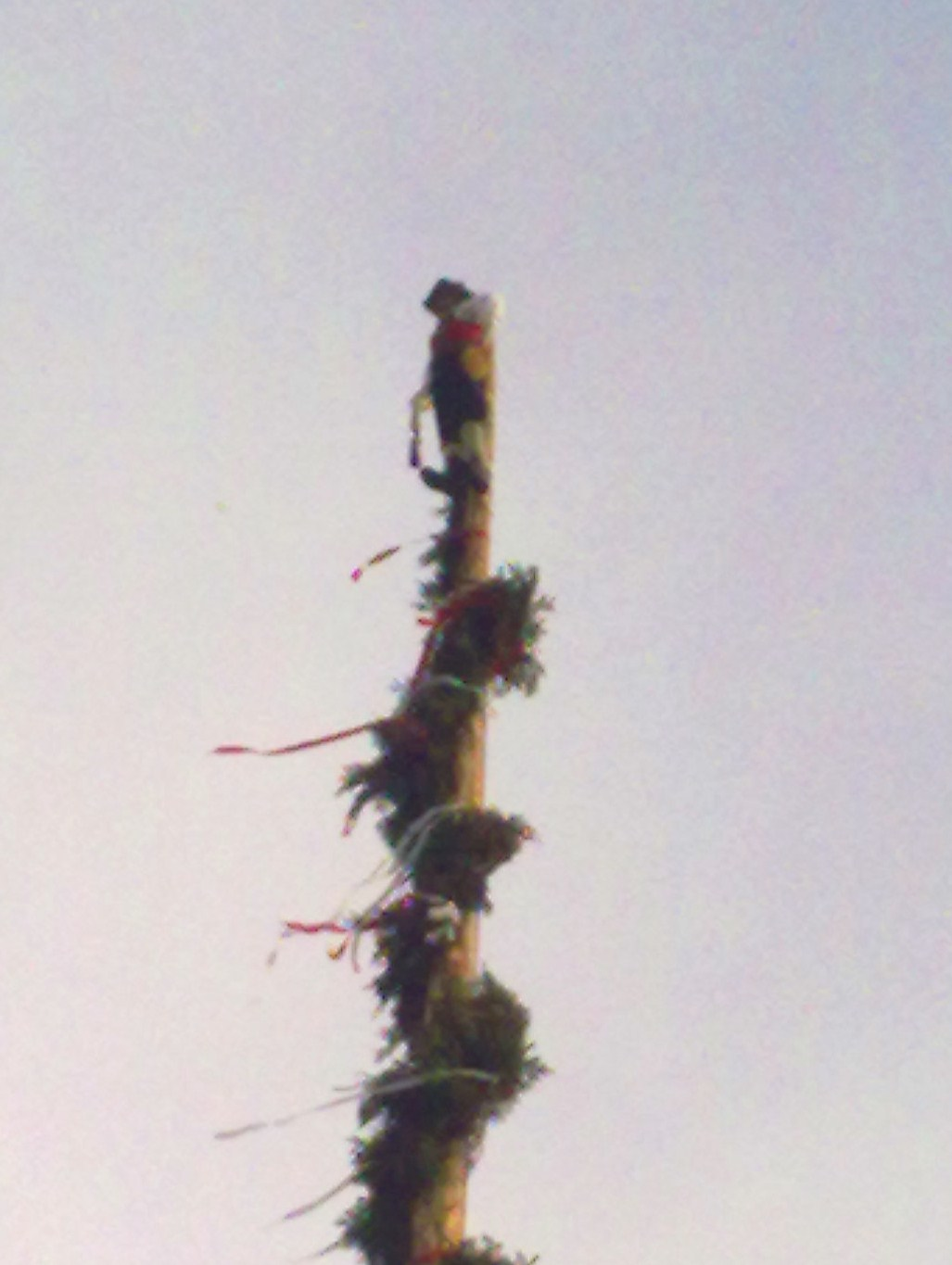
Un Michl appeso a Dobbiaco

Etimologicamente, la parola di base michl deriva dal medio-alto tedesco michel che significa "grande", il che significa la lunghezza dell'asta.

## Svolgimento della sagra
Il Kirchtag solitamente si articola in 2-3 giorni nei mesi di ottobre-novembre, solitamente in concomitanza con la festa del ringraziamento dei contadini per il raccolto dell'anno. Il tutto prende inizio con l'abbattimento di un grosso albero circa una settimana prima della sagra, che verrà insaponato, dopo che gli sono stati tagliati i rami e gli è stata asportata la corteccia.
Nel giorno seguente verrà innalzato ed utilizzato come un particolare tipo di albero della cuccagna che non viene tanto considerato, nel mezzo della piazza principale del paese. Sulla cima del palo verrà precedentemente decorato con alcuni nastri colorati e issato un pupazzo di paglia di dimensioni umane, simbolo della fertilità, lo "sciocco" Michl appunto, vestito con i tipici costumi del paese. Durante la notte il pupazzo verrà custodito e sorvegliato da uno o più guardiani tutti muniti di viveri e bevande a sufficienza, per evitare che giovani dei paesi vicini lo possano sottrarre nei tre giorni di festa. Tale furto comporterebbe una grande vergogna per il paese.
Solitamente il pupazzo propiziatorio della kermesse viene vestito con tipici costumi della tradizione di ogni paese della zona (ad esempio indossando una camicia bianca, i tipici Lederhosen ed il cappello contadino a falda larga tirolese). Spesso il pupazzo regge nelle mani un Kirchtagkrapfen (una speciale tipologia di Krapfen alla marmellata di albicocca o di papavero) e una bottiglia di vino novello.
La festa inizia solitamente la mattina di buon'ora, con i rumori generati da alcune persone che si esprimono con l'arte di saper far schioccare le fruste (i tradizionali “Pöller” anche nota come “Kirchta krochn”), seguiti dalla santa messa e dalla marcia della Musikkapelle. Il tutto si conclude con il più coraggioso dei ragazzi che è riuscito a risalire la cima del palo, riuscendo a far ridiscendere il pupazzo Michl. Questo può successivamente essere offerto ad una delle ragazze del paese per un ballo, o seppellito per far rimanere l'allegria nel paese.
Alla fine della sagra paesana, il legno del tronco viene solitamente messo all'asta, e verrà utilizzato come legna da ardere.
Oggigiorno però tale festività ha perduto il suo originario simbolismo, infatti non si hanno più segni di rivalità tra i paesi confinanti ma è diventato un giorno di festa nel quale la popolazione locale e i turisti ammirano la sagra festeggiando.

## Curiosità
La sagra presenta notevoli varianti a seconda del paese. Anche il nome del pupazzo cambia, ad esempio:
- a Predoi, in valle Aurina, si utilizza il termine “Uriche”;
- a Tesido, in val Pusteria, viene utilizzato il nome “Hansl”;
- a San Giorgio di Brunico si ha invece la "sagra di San Giorgio".